# Rohatsko
Rohatsko je obec v okrese Mladá Boleslav ve Středočeském kraji. Rozkládá se asi patnáct kilometrů východně od Mladé Boleslavi. Žije zde 279 obyvatel.

## Historie
První písemná zmínka o obci pochází z roku 1542.

## Obyvatelstvo
| Rok            | 1869 | 1880 | 1890 | 1900 | 1910 | 1921 | 1930 | 1950 | 1961 | 1970 | 1980 | 1991 | 2001 | 2011 | 2021 |
| -------------- | ---- | ---- | ---- | ---- | ---- | ---- | ---- | ---- | ---- | ---- | ---- | ---- | ---- | ---- | ---- |
| Počet obyvatel | 251  | 249  | 250  | 235  | 262  | 262  | 247  | 206  | 206  | 190  | 170  | 143  | 139  | 215  | 259  |
| Počet domů     | 39   | 45   | 49   | 51   | 60   | 57   | 64   | 62   | 57   | 57   | 51   | 60   | 63   | 87   | 97   |

## Obecní správa

### Územněsprávní začlenění
Dějiny územněsprávního začleňování zahrnují období od roku 1850 do současnosti. V chronologickém přehledu je uvedena územně administrativní příslušnost obce v roce, kdy ke změně došlo:
- 1850 země česká, kraj Jičín, politický okres Jičín, soudní okres Sobotka, město Bousov[6]
- 1855 země česká, kraj Mladá Boleslav, soudní okres Sobotka, město Bousov[6]
- 1868 země česká, politický okres Jičín, soudní okres Sobotka, město Bousov[6]
- 1880 země česká, politický okres Jičín, soudní okres Sobotka, město Dolní Bousov[7]
- 1890 země česká, politický okres Jičín, soudní okres Sobotka[7]
- 1939 země česká, Oberlandrat Jičín, politický okres Jičín, soudní okres Sobotka[8]
- 1942 země česká, Oberlandrat Hradec Králové, politický okres Jičín, soudní okres Sobotka[9]
- 1945 země česká, správní okres Jičín, soudní okres Sobotka[10]
- 1949 Liberecký kraj, okres Mnichovo Hradiště[11]
- 1960 Středočeský kraj, okres Mladá Boleslav[12]
- k 1. lednu 1980 Středočeský kraj, okres Mladá Boleslav, město Dolní Bousov[7]
- k 24. listopadu 1990 Středočeský kraj, okres Mladá Boleslav[7]

## Společnost
Ve vsi Rohatsko s 244 obyvateli v roce 1932 byly evidovány tyto živnosti a obchody: 2 hostince, košíkář, kovář, krejčí, mlýn, obuvník, 2 obchody se smíšeným zbožím, švadlena, trafika.

## Doprava
Silniční doprava
- Do obce vede silnice III. třídy.

Železniční doprava
- Obec Rohatsko leží na železniční trati 064 Mladá Boleslav - Dolní Bousov - Stará Paka. Jedná se o jednokolejnou regionální trať, doprava byla na trati zahájena roku 1905. Přepravní zatížení tratě 064 mezi Mladou Boleslaví a Dolním Bousovem činilo v pracovních dnech roku 2011 obousměrně 14 osobních vlaků.[14] Na území obce leží železniční zastávka Rohatsko.

Autobusová doprava
- V obci zastavovaly v pracovních dnech června 2011 příměstské autobusové linky Mladá Boleslav-Markvartice-Libáň (4 spoj tam, 5 spojů zpět) a Mnichovo Hradiště-Dolní Bousov-Sobotka (1 spoje tam, 2 spoje zpět) (dopravce TRANSCENTRUM bus, s.r.o.).[15]